# Ban-sur-Meurthe-Clefcy
Ban-sur-Meurthe-Clefcy és un municipi francès, situat al departament dels Vosges i a la regió del Gran Est. L'any 2007 tenia 954 habitants.

## Demografia

### Població
El 2007 la població de fet de Ban-sur-Meurthe-Clefcy era de 954 persones. Hi havia 380 famílies, de les quals 94 eren unipersonals (49 homes vivint sols i 45 dones vivint soles), 129 parelles sense fills, 137 parelles amb fills i 20 famílies monoparentals amb fills.
La població ha evolucionat segons el següent gràfic:
Habitants censats

### Habitatges
El 2007 hi havia 682 habitatges, 383 eren l'habitatge principal de la família, 270 eren segones residències i 28 estaven desocupats. 646 eren cases i 33 eren apartaments. Dels 383 habitatges principals, 320 estaven ocupats pels seus propietaris, 47 estaven llogats i ocupats pels llogaters i 16 estaven cedits a títol gratuït; 1 tenia una cambra, 8 en tenien dues, 42 en tenien tres, 75 en tenien quatre i 257 en tenien cinc o més. 303 habitatges disposaven pel capbaix d'una plaça de pàrquing. A 152 habitatges hi havia un automòbil i a 196 n'hi havia dos o més.

### Piràmide de població
La piràmide de població per edats i sexe el 2009 era:
| Homes | Edats   | Dones |
| ----- | ------- | ----- |
| 0     | 95 o +  | 0     |
| 0     | 90 a 94 | 0     |
| 4     | 85 a 89 | 16    |
| 4     | 80 a 84 | 16    |
| 24    | 75 a 79 | 16    |
| 24    | 70 a 74 | 24    |
| 8     | 65 a 69 | 32    |
| 20    | 60 a 64 | 16    |
| 8     | 55 a 59 | 12    |
| 28    | 50 a 54 | 20    |
| 52    | 45 a 49 | 40    |
| 36    | 40 a 44 | 28    |
| 28    | 35 a 39 | 24    |
| 28    | 30 a 34 | 40    |
| 12    | 25 a 29 | 16    |
| 12    | 20 a 24 | 12    |
| 28    | 15 a 19 | 20    |
| 44    | 10 a 14 | 20    |
| 28    | 5 a 9   | 44    |
| 4     | 0 a 4   | 28    |

## Economia
El 2007 la població en edat de treballar era de 594 persones, 439 eren actives i 155 eren inactives. De les 439 persones actives 403 estaven ocupades (233 homes i 170 dones) i 36 estaven aturades (10 homes i 26 dones). De les 155 persones inactives 60 estaven jubilades, 43 estaven estudiant i 52 estaven classificades com a «altres inactius».

### Ingressos
El 2009 a Ban-sur-Meurthe-Clefcy hi havia 389 unitats fiscals que integraven 1.008,5 persones, la mediana anual d'ingressos fiscals per persona era de 17.304 €.

### Activitats econòmiques
Dels 31 establiments que hi havia el 2007, 1 era d'una empresa alimentària, 4 d'empreses de fabricació d'altres productes industrials, 8 d'empreses de construcció, 3 d'empreses de transport, 3 d'empreses d'hostatgeria i restauració, 1 d'una empresa d'informació i comunicació, 2 d'empreses financeres, 3 d'empreses immobiliàries, 1 d'una empresa de serveis, 2 d'entitats de l'administració pública i 3 d'empreses classificades com a «altres activitats de serveis».
Dels 8 establiments de servei als particulars que hi havia el 2009, 1 era una autoescola, 1 guixaire pintor, 4 fusteries, 1 empresa de construcció i 1 restaurant.
L'any 2000 a Ban-sur-Meurthe-Clefcy hi havia 12 explotacions agrícoles que ocupaven un total de 81 hectàrees.

## Equipaments sanitaris i escolars
El 2009 hi havia una escola elemental.

## Poblacions més properes
El següent diagrama mostra les poblacions més properes.